# Land (film)
Pour les articles homonymes, voir Land.
Pour plus de détails, voir Fiche technique et Distribution.
Land est un film américain coproduit et réalisé par Robin Wright, sorti en 2021. Il s'agit de son premier long métrage, en tant que réalisatrice.

## Synopsis
Au lendemain d'un événement mystérieux, Edee se retrouve incapable de rester connectée au monde qu’elle connaissait autrefois et, face à cette incertitude, se retire dans l’univers magnifique mais impitoyable et sauvage des Rocheuses. C’est après qu’un chasseur de la région lui sauve la vie in extremis, qu’elle doit alors trouver un moyen de vivre à nouveau.

## Fiche technique
Sauf indication contraire, les informations mentionnées dans cette section peuvent être confirmées par la base de données cinématographiques IMDb,  présente dans la section « Liens externes ».
- Titre original, français et québécois : Land
- Réalisation : Robin Wright
- Scénario : Jesse Chatham et Erin Dignam
- Musique : Ben Sollee et Time for Three
- Décors : Trevor Smith
- Costumes : Kemal Harris
- Photographie : Bobby Bukowski
- Montage : Anne McCabe et Mikkel E.G. Nielsen
- Production : Leah Holzer, Lora Kennedy, Peter Saraf et Allyn Stewart

Coproduction : Joshua M. Cohen et Kim H. Winther
Production déléguée : Steven Farneth, Michael Frislev, Chad Oakes, John Sloss, Marc Turtletaub et Robin Wright
- Sociétés de production : Focus Features[1],[2] ; Big Beach Films et Nomadic Pictures (coproductions)
- Société de distribution : Focus Features
- Pays d'origine :  États-Unis[1]
- Langue originale : anglais
- Format : couleur
- Genre : drame
- Dates de sortie :
  - États-Unis : 31 janvier 2021 (Festival du film de Sundance) ; 12 février 2021 (sortie nationale)
  - France : 16 juin 2021

## Distribution
- Robin Wright (VF : Juliette Degenne) : Edee Holzer
- Demián Bichir : Miguel Borrás
- Sarah Dawn Pledge : Alawa Crow
- Kim Dickens : Emma Holzer
- Warren Christie : Adam
- Finlay Wojtak-Hissong : Drew
- Brad Leland : Colt

### Version française
- Société de doublage : Imagine
- Direction artistique : Jonathan Dos Santos

## Production
En avril 2019, on annonce que Robin Wright joue et réalise le film, sur le scénario signé Jesse Chatham et Erin Dignam. En octobre, Demián Bichir et Kim Dickens sont engagés à interpréter un rôle, avec Focus Features pour la distribution.
Le tournage a lieu en Alberta, à l'Ouest du Canada, dès octobre 2019, pendant 29 jours.

## Accueil

### Festival et sorties
Le film est présenté en avant-première, le 31 janvier 2021, au festival du film de Sundance. Il sort le 12 février aux États-Unis. Il est distribué en vidéo à la demande, le 5 mars 2021.